# Huňadi
Huňadi, ukrajinsky Гуняді, maďarsky Hunyadi, je ves v obci Močola, ve Velkobehaňské vesnické komunitě (hromadě), v okrese Berehovo v Zakarpatské oblasti Ukrajiny. V roce 2024 ve vsi žilo 325 obyvatel.

## Historie
Ves byla založena v roce 1927 československými úřady. Prvními obyvateli bylo 24 rodin přistěhovalců z horských oblastí Zakarpatska. V sovětských dobách, až do 14. listopadu 1990, byla vesnice Huňadi součástí vesnice Močola jako samostatná ulice. Obec Huňadi získala statut osady rozhodnutím Prezidia Regionální rady lidových poslanců č. 37 ze dne 14. 11. 1990 (publikace — „Informace Nejvyšší rady Ukrajinské SSR č. 51 z roku 1990).
V roce 1932 zde byla úsilím československých úřadů postavena malá státní škola s vyučovacím jazykem ukrajinským. Škola stále funguje, má dvě učebny, kde se učí necelá desítka dětí 1. až 4. třídy.

### Externí odkazy

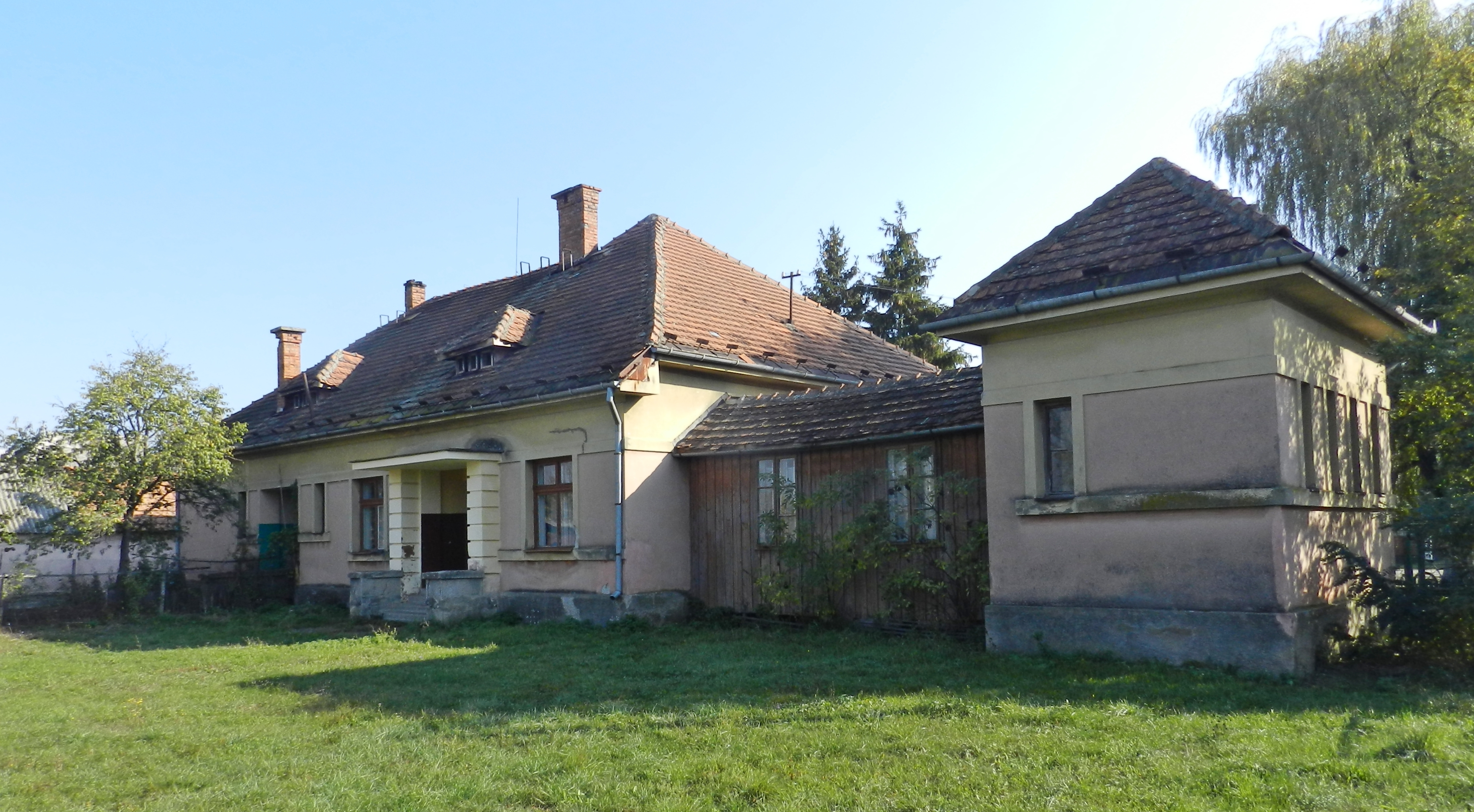
Budova školy